# Schöpflin György
Schöpflin György András, George Schöpflin (Budapest, 1939. november 24. – 2021. november 19.) magyar történész, politológus, egyetemi tanár, az Európai Parlament képviselője (2004–2019).

## Tanulmányai
1950-ben távozott családjával Nagy-Britanniába, iskoláit ott végezte. 1957-ben felvették a glasgow-i egyetem jogi karára, ahol 1962-ben szerzett egyetemi diplomát, majd egy évig Brugge-ben, az Európa Főiskolán tanult.

## Oktatói pályafutása
1963-ban a londoni Chatham House nevű nemzetközi kapcsolatokkal foglalkozó kutatóintézet munkatársa, majd 1967 és 1976 között a BBC újságírója. Ekkor a Londoni Közgazdasági Egyetemen (London School of Economics) a kelet- és közép-európai politikatörténet professzora, majd 1994-ben a Londoni Egyetem Szláv és Kelet-európai Tanulmányok intézetében egyetemi tanár. 1998 és 2004 között Jean Monnet-professzor.
1984-től az East European Reporter c. szakfolyóirat szerkesztője volt. 1996-ban Kisebbségekért Díjban részesült.
Kutatási területe a nacionalizmus és a nemzeti mivolt, valamint a nemzeti kisebbségek kérdésköre, kapcsolatrendszere.

## Közéleti pályafutása
2003-ban lépett be a Fideszbe. 2004-ben elindult a párt európai parlamenti listáján és mandátumot szerzett.  2019-ig volt tagja az Európai Parlamentnek. A külügyi bizottság tagja és az alkotmányügyi bizottság póttagja volt. 2004-ben hazatért Nagy-Britanniából.
2005-ben az Orbán Viktor által indított Nemzeti Konzultációs Testület tagja volt. 2007-ben kijelentette, hogy egy esetleges jobboldali kormányban nem vállal külügyminiszteri tisztséget.
Az Európai Parlament AGORA nevű kezdeményezésének néppárti felelőse volt.

## Családja
Schöpflin Aladár kritikus, műfordító unokája és Schöpflin Gyula író fia. Nős, három leánygyermek édesapja.

## Főbb publikációi
- The Soviet Union and Eastern Europe: A Handbook (szerkesztő, 1970)
- Hungary between Prosperity and Crisis (1982)
- Politics in Eastern Europe 1945-1992 (1993)
- Nations, identity, power. The new politics of Europe; Hurst, London, 2000
- A modern nemzet (2003)
- Az identitás dilemmái. Kultúra, állam, globalizáció; ford. Kovács Zoltán; Attraktor, Máriabesnyő-Gödöllő, 2004
- The Dilemmas of Identity (Tallinn University Press, 2010)
- Politics, Illusions, Fallacies [Politika, illúziók, téveszmék] (Tallinn University Press, 2010)
- Tekervényes úton Budapestről Budapestre. Schöpflin Györggyel beszélget Sályi András; Kairosz, Bp., 2014 (Magyarnak lenni)
- Politika, illúziók, téveszmék; Századvég, Bp., 2015
- Az európai polisz; ford. Magyarics Tamás; Méry Ratio–Kisebbségekért – Pro Minoritate Alapítvány, Bp., 2020 (Pro minoritate könyvek)
- The European polis; Ludovika University Press, Bp., 2021

## Díjai, elismerései
- Báthory-díj (2005)[5]
- A Magyar Érdemrend középkeresztje a csillaggal (2019)